# Heterocerus tristis
Heterocerus tristis is een keversoort uit de familie oevergraafkevers (Heteroceridae). De wetenschappelijke naam van de soort is voor het eerst geldig gepubliceerd in 1853 door Mannerheim.